# Municipio de Spencer (condado de Guernsey)
El municipio de Spencer (en inglés: Spencer Township) es un municipio ubicado en el condado de Guernsey en el estado estadounidense de Ohio. En el año 2010 tenía una población de 1071 habitantes y una densidad poblacional de 13,97 personas por km².

## Geografía
El municipio de Spencer se encuentra ubicado en las coordenadas 39°52′53″N 81°38′31″O / 39.88139, -81.64194. Según la Oficina del Censo de los Estados Unidos, el municipio tiene una superficie total de 76.64 km², de la cual 76,54 km² corresponden a tierra firme y (0,13 %) 0,1 km² es agua.

## Demografía
Según el censo de 2010, había 1071 personas residiendo en el municipio de Spencer. La densidad de población era de 13,97 hab./km². De los 1071 habitantes, el municipio de Spencer estaba compuesto por el 95,14 % blancos, el 1,03 % eran afroamericanos, el 0,37 % eran amerindios, el 0,47 % eran asiáticos, el 0,56 % eran de otras razas y el 2,43 % eran de una mezcla de razas. Del total de la población el 1,4 % eran hispanos o latinos de cualquier raza.